# Іван Барусевич
Іван Барусевич (хресне ім'я Ігнатій; 1 січня 1820, Будилів нині  Тернопільського району — після 1898, Гошів) — український церковний діяч, греко-католицький священник, василіянин, довголітній учитель головної школи при василіянському монастирі в Дрогобичі і її директор у 1862–1868 роках, ігумен монастирів у Жовкві і Крехові.

## Життєпис
Народився 1 січня 1820 року в сім'ї пароха с. Будилів о. Олексія Барусевича (1770—30.12.1841). Іншими уродженцями Будилова були також священики-василіяни Аркадій Барусевич (1813—16.01.1857) і Аполінарій Барусевич (1817—1.08.1845).
1840 року закінчив у Тернополі гімназію, яку провадили оо. єзуїти, і вступив до Львівської греко-католицької семінарії Святого Духа, проте 14 червня 1841 року був відрахований за дисциплінарні порушення. 26 червня 1841 року вступив до Василіянського Чину на новіціат у Добромильський монастир. На облечинах отримав ім'я Іван Хризостом на честь святого Івана Золотоустого. Після завершення новіціату впродовж 1842–1843 років навчального року був учителем у Дрогобицькій головній школі. 12 серпня 1845 року склав вічні обіти. У 1843–1846 роках вивчав богослов'я на богословському факультеті Львівського університету і 27 вересня 1846 року був висвячений на священника.
1847 року отримав призначення на посаду вчителя Дрогобицької головної школи (її часто навіть в офіційних документах називали «нормальною»), а у 1862–1868 роках був її директором, ігуменом місцевого монастиря та адміністратором парафії. Саме на час керівництва о. Івана Барусевича припадає навчання в цьому закладі Івана Франка (1864–1867). Малого Івана зарахували тоді одразу до 2 класу, тож він не навчався в елементарному класі (т. зв. «штубі»). Про о. Івана Барусевича Іван Франко залишив спогади в автобіографії та кілька позитивних штрихів до портрету в оповіданні «Отець-гуморист».
З вересня 1868 до 1870 року був ігуменом Бучацького монастиря.
Близько 1871 та 1872 років був ігуменом Підгорецького Благовіщенського монастиря, а з 1872 року — ігуменом Жовківського монастиря і адміністратором парафії. 30 квітня 1881 року о. Барусевича нагородили лицарським хрестом ордена Франца Йосифа. У 1881–1891 роках був ігуменом Свято-Миколаївського монастиря в Крехові. У 1898 році перебував у Гошівському монастирі, де правдоподібно і помер після 1898 року.

## Нагороди
- Лицарський хрест ордена Франца Йосифа (1881)[19][20].